# Robustiana Mujika Egaña
Robustiana Mujika Egaña, conocida como Tene (Deva, 24 de mayo de 1888-16 de septiembre de 1981), era una escritora y poeta española.
Tene Mujika es una de las primeras mujeres escritoras en euskera. Relacionada con el Partido Nacionalista Vasco (PNV) su obra es parter fundamental de la escritura en lengua vasca del siglo XX.

## Biografía
Robustiana Mujika Egaña nació en Deva (Guipúzcoa) en 1888 en una familia de 12 hermanos y cuyos padres regentaban la tienda de alimentación del pueblo. Tene, profundamente nacionalista, se dedicó desde muy joven a la política y a la literatura en euskera. Participó como oradora en numerosos actos públicos de EAJ-PNV y en 1935 fue nombrada presidenta de Emakume Abertzale Batza de Guipúzcoa, la asociación femenina del Partido Nacionalista Vasco.
Su obra se encuentra dispersa en los periódicos: Euskal Esnalea, Euzko-Deya, Gure  Herria, Euskerea, El Día, Euzkadi, Agur, Luzaro, Goiz-Argi y Deva. Según declaraciones de Tene, perdió muchas cosas escritas, porque cuando salió al exilio, su hermana, asustada, quemó todos los papeles que tenía.
Sus poemas más importantes son Aberriaren udaberria, Ama, Arno'ko Kurutza y el más famoso Miren Itziar'ri idazkiaz eta olerkiak (cartas y poemas a María de Itziar), 19 cartas y 23 poesías líricas y descriptivas de paisaje y ambientes de la época. De una dedicada al otoño, extrajo Watson Kirkconnell un fragmento para la antología European Elegies, publicada en 1928, Otawa, Canadá.
También fue autora de obras teatrales como Gogo oñazeak y en 1968 publica Cuadernos del vascuence hablado como ayuda a los padres que enviaban sus hijos a las ikastolas.
En 1975 fue nombrada miembro de honor de Euskaltzaindia, Real Academia de la Lengua Vasca.
En 1983 el ayuntamiento de Deva convocó en su honor el I Concurso de Narraciones Cortas Tene Múgica y en 2006 el consistorio guipuzcoano junto a la editorial ELKAR convirtió este certamen literario en la Beca Tene Mujika.

## Obras

##### Poemas
- Miren Itziar'ri idazkiaz eta olerkiak, 1923 (cartas y poemas a María de Itziar).
- Aberriaren udaberria

##### Monólogo
- Joan Xose

##### Obras de teatro
- Gogo oñazeak, 1934
- Gabon, 1935

##### Sobre la lengua vasca
- Cuadernos del vascuence hablado

## Premios y reconocimientos
- Primer premio en el II Antzerti Eguna de 1935 (II Día del Teatro)
- Primer premio de los Juegos Florales de Ondarroa
- Premio en el congreso Mariano de Oñate por el monólogo Joan Joxe